# Thomas Gaisford
Thomas Gaisford (Ilford, 22 dicembre 1779 – Oxford, 2 giugno 1855) è stato un filologo classico e grecista britannico.

## Biografia
Nacque a Ilford, nel Wiltshire, il 22 dicembre 1779.

Dal 1830 al '55 fu regio professore di greco e decano nel prestigioso ed esclusivo Christ Church College, dove si era formato da giovane, e curatore della Biblioteca Bodleiana di Oxford.

Curò soprattutto edizioni di testi classici greci per le scuole. La prima edizione di Stobeo è del 1822; da ricordare ancora un Erodoto del 1824, le ristampe moderne di Suidas (1834) e dell'Etymologicum magnum (1848), tra le compilazioni bizantine di lessici etimologici dell'antichità più note, compilato a Costantinopoli da un ignoto lessicografo intorno all'anno 1150.
Morì a Oxford il 2 giugno 1855.

## Scritti

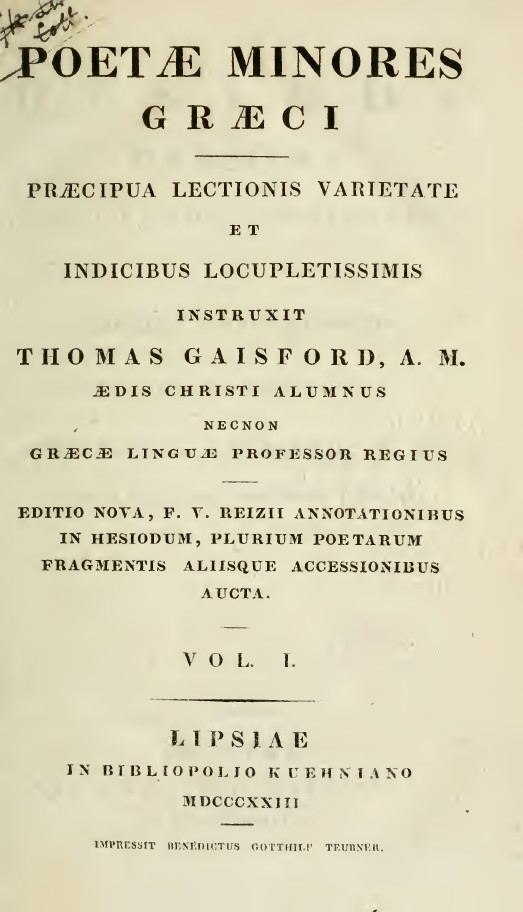
Poetae minores graeci, vol. I, 1823

- Εὐριπιδου Ἀλκηστις. Euripidis Alcestis, ex optimis exemplaribus expressa..., 1806
- Hephæstionis Alexandrini Enchiridion,1810
- Catalogus sive notitia manuscriptorum qui a cel. E. D. Clarke ..., 1812 Volume 1/2
- Lectiones Platonicae e membranis Bodleianis, 1820
- Poetae graeci minores, 5 voll., 2ª ed., Lipsia, 1816-1823: vol.I, vol.II, vol.III/ vol. I, vol.II, vol. III, vol.IV
- Iōannou Stobaiou Anthologion, 1822 vol.1,vol. 2, vol.3,vol. 4
- Notes on Herodotus, 1824 Vol. 1
- Hērodotou Halikarnēssēos Historiōn logoi IX.: Lib. I-IV - Historiarum libri IX: codicem sancrofti manuscriptum denuo contulit reliquam lectionis varietatem commodius digessit, 1824-1839 vol.1, vol. II, vol. IV
- Scholia in Sophoclis tragoedias septem. E codice MS. Laurentiano descripsit P. Elmsley, ..., 1825
- Ēphastiōnos encheiridion peri metrōn kai poiēmatōn, 1832
- Suidae Lexicon, 1834 vol.1, vol.3
- Paroemiographi graeci, 1836
- Etymologicum magnum, 1848*
- Ioannis Stobaei Eclogarum physicarum et ethicarum libri duo ad mss ..., 1850 Volume 2
- Suidae Lexicon, Graece et Latine, 1853 vol.1, vol.2